# Batignolles-Chatillon 25t
Batignolles-Châtillon Char 25t («25-тонний танк Батіньйоль-Шатійон») — французький дослідний середній танк з хитною баштою, розроблявся на початку 1950-х років компанією Batignolles-Châtillon. Batignolles-Châtillon 25t мав замінити AMX-13 в ролі основного танка Збройних сил Франції, але зрештою цю позицію зайняв AMX-30.

## Історія створення
У післявоєнний період удосконалення кумулятивних снарядів призвело до стрімкого зростання бронебійних характеристик протитанкового озброєння, і броня перестала відігравати ключову роль у битвах. Як наслідок, військове керівництво Франції ухвалило рішення про створення швидкого та мобільного танка з гарним озброєнням. Створення доручили компанії Batignolles-Châtillon. Танк Batignolles-Châtillon 25t мав стати модернізованим AMX-13, але зі збільшеним корпусом. Крім того, екіпаж танка збільшився на одну людину: два члени екіпажу мали розташовуватися в башті та ще два в корпусі танка. У свого попередника він успадкував хитну башту, переднє розташування двигуна та магазин барабанного типу на 6 снарядів.
У 1954 році було виготовлено два прототипи. Після річних випробувань у 1955 році було вирішено закрити проект на користь іншого танка, який згодом отримав позначення AMX-30. Причинами послужили ненадійність нової гідравлічної підвіски, необхідність постійного техобслуговування ходової частини після застосування танка, зменшення інтересу до хитних башт і негерметичність башти, яка була неприпустимою в умовах потенційної ядерної війни.
Єдиний екземпляр зберігся у музеї бронетехніки у Сомюрі, у Франції.

## Опис
Char 25T був розроблений навколо гармати та мобільності, тому броні приділялося мало уваги. Броня була дуже тонкою, до 50 мм у найтовстішому місці, і призначалася лише для захисту від важких кулеметів, оскільки цього було достатньо, враховуючи роль танка, орієнтовану на тактику стріляй-та-тікай.
Танк мав розвивати швидкість до 65 км/год на дорозі із крейсерською швидкістю 40 км/год.

### Башта та система управління вогнем
Башта була хитного типу і складалася з двох частин. Нижня частина слугувала основою башти, в якій також знаходилося кільце башти, що забезпечувало горизонтальне обертання. Верхня частина, що містила гармату, була з'єднана шарніром і могла рухатися вгору і вниз із кутами нахилу від -6˚ до +13˚.
Танк був оснащений загалом 16 перископами та одним фіксованим біноклем. Командир танка мав пристрій пріоритетного керування, за допомогою якого він міг узяти на себе контроль над гарматою від навідника в разі термінової потреби вести вогонь, якщо навідник був не готовий.

### Озброєння
Основна гармата танка — 90-мм гармата D.911 APX, яка заряджалася автоматичним механізмом. Вона використовувала такі ж боєприпаси, як гармата T119, встановлена на американському M47 Patton (пізніше відома як 90 мм M36), але мала довший ствол, що забезпечувало вищу початкову швидкість снаряда — 930 м/с із снарядом вагою 10,91 кг. Це давало кращу дальність стрільби та пробивну здатність при використанні кінетичних боєприпасів. Загальний боєкомплект гармати, що зберігався всередині танка, становив 52 снаряди, з яких 16 розміщувалися в башті.
Танк також був оснащений двома кулеметами калібру 7,5 мм для ближнього бою проти піхоти та/або для оцінки відстані до цілі, а також чотирма димовими гранатометами (по два з кожного боку), які могли використовуватися для створення димової завіси під час відступу з важкої ситуації.

## У масовій культурі

### У відеоіграх
- Присутній в War Thunder як легкий танк 4 рангу.
- Присутній в World of Tanks у вигляді середнього танка, як прототип (Batignolles-Chatillon 25t AP), так і ще більш ранній варіант (Batignolles-Chattillon 13t).
- Присутній в World of Tanks Blitz, як легкий танк 9-го рівня (ранній прототип танка Bat.-Chatillon 25t AP) і легкий танк 10-го рівня (основна модифікація Bat.-Chatillon 25t).